# G 다리우스
《G 다리우스》(일본어: Gダライアス, G-Darius, G 다라이어스)는 타이토가 1997년에 출시한 진행형 슈팅 아케이드 게임이다. 다리우스 시리즈 중 4번째 게임으로, 시리즈 전반에 3차원 폴리곤 그래픽을 사용한 최초의 게임이기도 하다.

## 게임플레이
이전 다리우스 시리즈의 게임들처럼 G 다리우스는 가상의 미래를 배경으로 하는 2차원 횡스크롤링 진행형 슈팅 게임이다. 3차원 폴리곤 그래픽을 도입하지만 게임플레이는 2차원을 유지한다. 플레이어는 실버 호크(Silver Hawk)라는 이름의 우주선을 컨트롤하며 게임 스테이지(게임에서는 존/zone이라고 부름) 중에 적들과 싸우고 장애물을 피해야 한다.
G 다리우스의 새로운 점은 빔(beam)의 결투(duel) 개념이다. 플레이어는 붙잡은 적을 흡수하여 짧은 시간 동안 강력한 레이저 빔을 발사할 수 있으며 접촉하는 거의 모든 적을 단번에 파괴할 수 있다. 이는 주로 보스와 마주칠 때 사용된다. 모든 주요 보스는 동등한 레이저 빔을 가지고 있다. 플레이어와 보스가 동시에 레이저를 쏘면 둘 간의 '결투'가 시작된다. 플레이어는 가능한 빨리 발사 버튼을 반복적으로 누름으로써 보스의 레이저를 제압해야 한다. 성공하면 보스의 빔은 소멸되고 플레이어의 빔은 크기 및 파워가 배가 되며 보스를 죽이지 못할 경우 심각한 데미지를 입게 된다.

## 평가
| 평가 |        |
| --- | ------ |
| 통합 점수 통합사 점수 게임랭킹스 79% [ 2 ] 평론 점수 평론사 점수 게임스팟 8.3/10 [ 3 ] 넥스트 제네레이션 [ 4 ] |        |
| 통합 점수 |        |
| 통합사 | 점수   |
| 게임랭킹스 | 79%    |
| 평론 점수 |        |
| 평론사 | 점수   |
| 게임스팟 | 8.3/10 |
| 넥스트 제네레이션                                                                                              | [ 4 ]  |